# Raddia distichophylla
Raddia distichophylla är en gräsart som först beskrevs av Ernst Gottlieb von Steudel och Christian Gottfried Daniel Nees von Esenbeck, och fick sitt nu gällande namn av Mary Agnes Chase. Raddia distichophylla ingår i släktet Raddia och familjen gräs. Inga underarter finns listade i Catalogue of Life.